# 希沃布里
希沃布里（Shivpuri），是印度中央邦希沃布里县的一个城镇。总人口146859（2001年）。

## 人口
该地2001年总人口146859人，其中男性78395人，女性68464人；0—6岁人口21395人，其中男11249人，女10146人；识字率66.03%，其中男性为74.32%，女性为56.53%。